# Гедберг, Тур
Тур Гедберг (Хедберг) (швед. Tor Hedberg; 23 марта 1862, Стокгольм — 13 июля 1931, там же) — шведский писатель
, драматург, литературный критик, искусствовед, театральный режиссёр, переводчик, театральный деятель. Член Шведской академии (с 1922).

## Биография
Сын писателя Франца Гедберга. Брат переводчицы Вальборг Хедберг.
С 1897 по 1907 год работал художественным и литературным критиком в газете «Svenska Dagbladet» и с 1921 по 1931 год — искусствоведом в «Dagens Nyheter».
Литературную деятельность начал в 1884 году. Творчество Т. Гедберга было проникнуто неоромантическими тенденциями, выражало разочарование в буржуазно-демократическом движении.

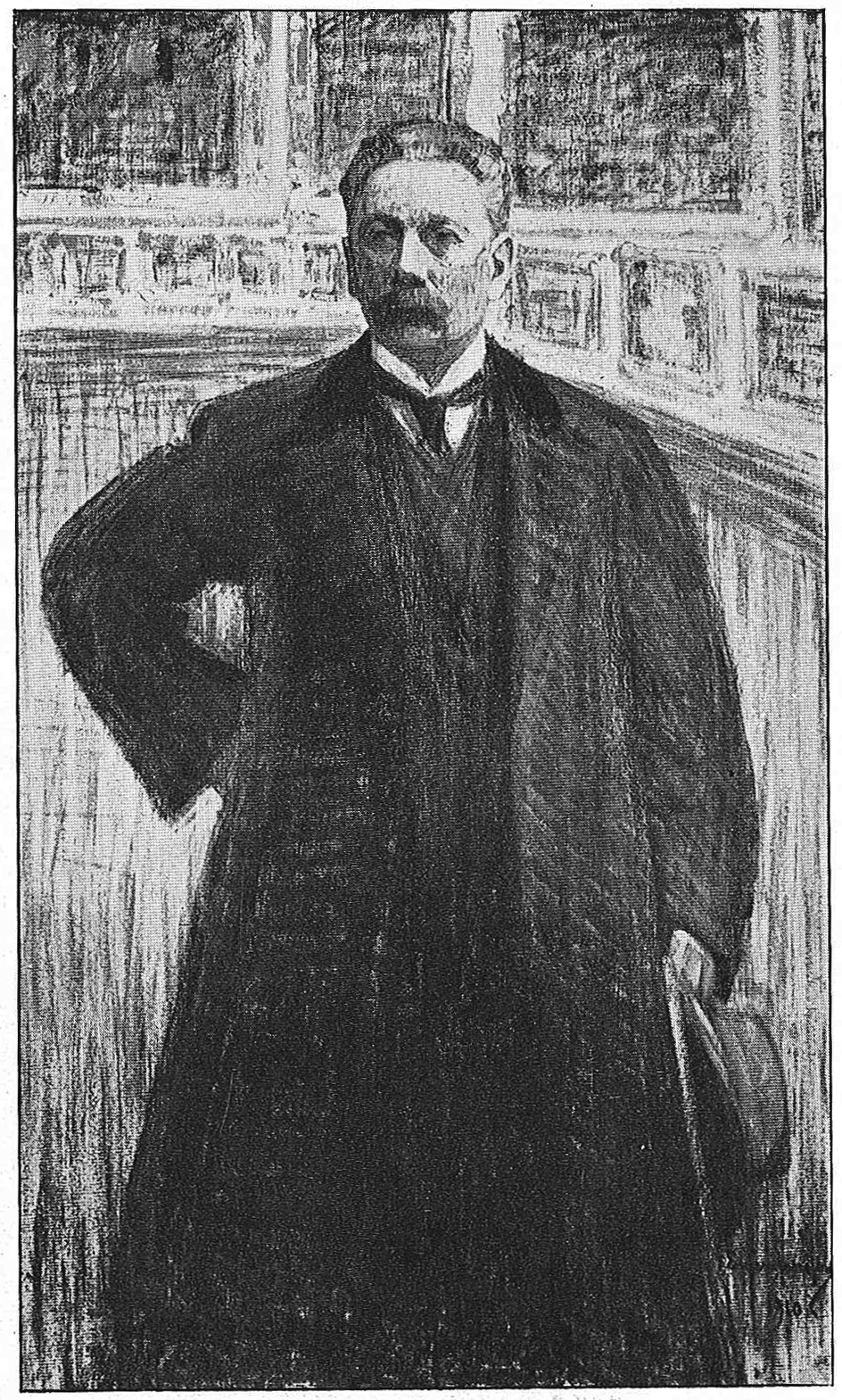
Портрет Т. Гедберга кисти худ. Эжена Янсона

В символических «драмах идей» — «Герхардт Грим» (1897), «Спасение Антония» (1901), «Персей и чудовище» (1917), «Тезей-царь» (1921), «Сын Рембрандта» (1927) — автор противопоставляет глубоко и самобытно мыслящего, стремящегося к активному действию героя мещанской обыденности. Ироническую издёвку над буржуазной средой содержат его комедии «Золото и зелень лесов» (1895), «Национальный монумент» (1923), «Что женщина хочет» (1924).
Пьесы Т. Гедберга ставил Королевский драматический театр в Стокгольме. Скандинавские театры часто ставили национально-историческую драму Т. Гедберга «Юхан Ульфшерна» (1907), проникнутую идеями свободолюбия и гуманизма.
В 1910—1921 годах был директором Королевского драматического театра. С 1924 года руководил Галереей Тиля в Стокгольме.

## Избранные произведения
- Högre uppgifter: berättelse (1884)
- Glädje: en fantasi (1889)
- Gerhard Grim: en dramatisk dikt (1897)
- Johan Ulfstjerna: skådespel i fem akter (1907)
- Nationalmonumentet: ett lustspel (1923)